# Jean-Marie Girey-Dupré
Pour les articles homonymes, voir Dupré.
Jean-Marie Girey-Dupré, né le 9 novembre 1769 à Paris et mort guillotiné le 21 novembre 1793 à Paris, est un journaliste français.
Fils d'une famille rouennaise, il fit ses études au collège de Lisieux à Paris et devint sous-bibliothécaire à la Bibliothèque royale. Dès 1789, il se lia à Brissot et devint son plus proche collaborateur au Patriote français, dont il assura en fait la véritable direction éditoriale. Girey-Dupré peut être considéré comme l'un des fondateurs du journalisme politique moderne. Il créa en février 1791 un journal satirique, en vers et en prose, qui voulait être une réplique aux Actes des apôtres : La Légende Dorée.
Pour son influence en tant que Girondin, son âpreté à défendre le roi lors de son procès, comme pour attaquer Marat le 24 avril 1793 et enfin pour sa protestation contre la journée du 2 juin suivant, il sera condamné par le Tribunal révolutionnaire le 1er frimaire an II après s'être caché à Bordeaux, de sa fuite de Paris (5 juin) à son arrestation par Isabeau et Tallien le 3 brumaire an II.
Son éloge sera prononcé le 4 germinal an III (24 mars 1795) par Marie-Joseph Chénier qui accordera à sa mère une pension de 1200 livres.

## Source
- Marcel Dorigny, «Girey-Dupré», Albert Soboul (dir.), Dictionnaire historique de la Révolution française, Paris, PUF, 1989, p. 502-503.